# Ford Elite
Ford Elite (fɔrt əˈlaːɪt) — автомобиль класса Personal luxury car, производства Ford Motor Company, выпускавшийся в Северной Америке с 1974 по 1976 годы.
Elite был основан на платформе Ford Torino, и согласно рекламе представлял собой «автомобиль средних размеров в традициях Thunderbird» — то есть, более компактная и доступная машина, чем Thunderbird, но с похожим дизайном и таким же уровнем отделки, предназначенная конкурировать с такими автомобилями, как Chevrolet Monte Carlo и Chrysler Cordoba.
В 1974 модельном году, Elite рассматривается в качестве подмодели Ford Torino, хотя и заявлена отдельной. Надпись на ней «Gran Torino Elite» говорит об этом. В 1975 и 1976 годах Ford Elite продаётся как отдельная собственная модель с шильдиком «Elite», а за все три года машина себя хорошо зарекомендовала, как успешная по продажам.
Из-за реорганизации и сокращений в компании, в 1976 году название Elite прекратили использовать. Thunderbird был резко сокращен в размерах и в цене к 1977 году, будучи перемещенным на старую платформу Torino, а последний сам был заменен на LTD II. По сути, выпуск Elite был прекращен.

## Стандартная комплектация
- 351W 351M V8 двигатель, объёмом 5,8 л
- Передние дисковые, задние барабанные тормоза
- Усилитель руля
- Виниловая обивка крыши
- Защитные боковые молдинги

## Опции
Варианты среди дополнительный опций выглядели так:
- 400M V8 двигатель объёмом 6,6 л.
- 460 V8 двигатель объёмом 7,5 л.
- Люк
- Кондиционер воздуха со стандартным ручным управлением или Автоматическим контролем температуры
- Краска-металлик
- Круиз-контроль
- Панель приборов с тахометром, датчиком давления масла, температуры охлаждающей жидкости, уровня зарядки
- Экономайзер
- Ковшеобразные кресла, и удобная центральная панель (только для 1976 года)